# 默伦哈根
默伦哈根（德語：Möllenhagen）是德国梅克伦堡-前波美拉尼亚州的市镇，隶属于梅克伦堡湖区县。总面积为49.80平方千米，截至2023年12月31日总人口为1,616人。